# Liste der Biografien/Mck
Liste der Biografien |
Portal Biografien |
Personensuche
# |
A |
B |
C |
D |
E |
F |
G |
H |
I |
J |
K |
L |
M |
N |
O |
P |
Q |
R |
S |
T |
U |
V |
W |
X |
Y |
Z |
?
 
Ma |
Mb |
Mc |
Md |
Me |
Mf |
Mg |
Mh |
Mi |
Mj |
Mk |
Ml |
Mm |
Mn |
Mo |
Mp |
Mq |
Mr |
Ms |
Mt |
Mu |
Mv |
Mw |
Mx |
My |
Mz
 
Mca |
Mcb |
Mcc |
Mcd |
Mce |
Mcf |
Mcg |
Mch |
Mci |
Mcj |
Mck |
Mcl |
Mcm |
Mcn |
Mco |
Mcp |
Mcq |
Mcr |
Mcs |
Mct |
Mcu |
Mcv |
Mcw
Die Liste der Biografien führt alle Personen auf, die in der deutschsprachigen Wikipedia einen Artikel haben. Dieses ist eine Teilliste mit 474 Einträgen von Personen, deren Namen mit den Buchstaben „Mck“ beginnt.

## Mck

### Mcka
- McKagan, Duff (* 1964), US-amerikanischer Musiker, Bassist der Rockband Guns N' RosesDuff McKagan (* 1964)

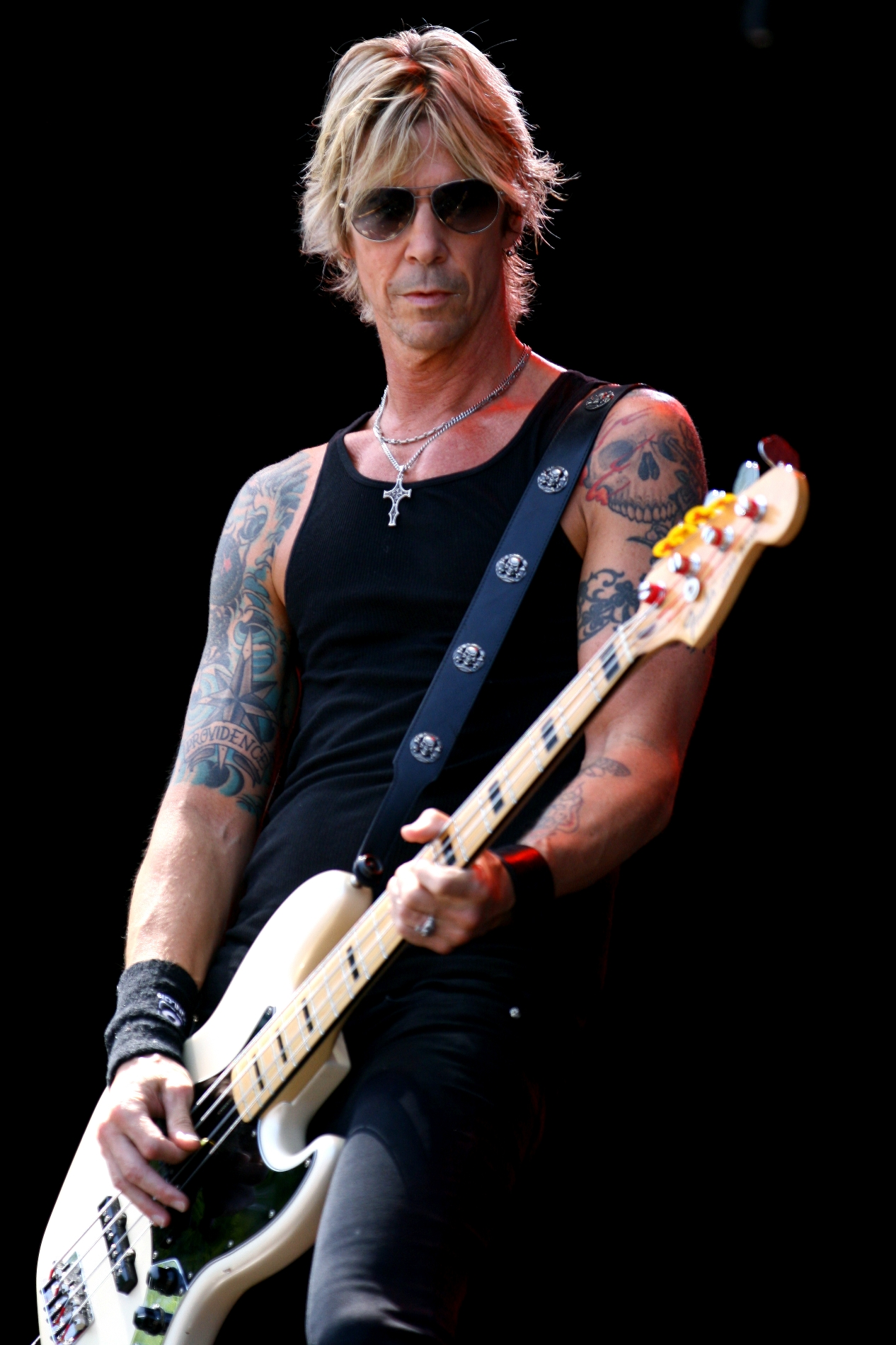
Duff McKagan (* 1964)

- McKai, Eon (* 1979), US-amerikanischer Pornoregisseur
- McKaig, Rae (1922–1996), britischer Offizier (Royal Navy)
- McKaig, William McMahon (1845–1907), US-amerikanischer Politiker
- McKain, Jon (* 1982), australischer Fußballspieler
- McKale, Donald M. (* 1943), US-amerikanischer Historiker
- McKane Godfree, Kathleen (1896–1992), englische Tennis- und Badmintonspielerin
- McKart, Bronco (* 1971), US-amerikanischer Boxer
- McKay, Adam (* 1968), US-amerikanischer Drehbuchautor, Filmproduzent und Filmregisseur
- McKay, Ailsa (1963–2014), britische feministische Ökonomin und Hochschullehrerin
- McKay, Al (* 1948), US-amerikanischer R&B-, Soul- und Funk-Gitarrist
- McKay, Alexander (1841–1917), schottisch-neuseeländischer Geologe und Mineraloge
- McKay, Antonio (* 1964), US-amerikanischer Sprinter
- McKay, Barrie (* 1994), schottischer Fußballspieler
- McKay, Chris (* 1973), US-amerikanischer Animator, Fernsehregisseur, Redakteur, Fernsehautor, Fernsehproduzent, Künstler für visuelle Effekte und Filmregisseur
- McKay, Chris, Planetenwissenschaftler am NASA Ames Research Center
- McKay, Christian (* 1973), britischer SchauspielerChristian McKay (* 1973)

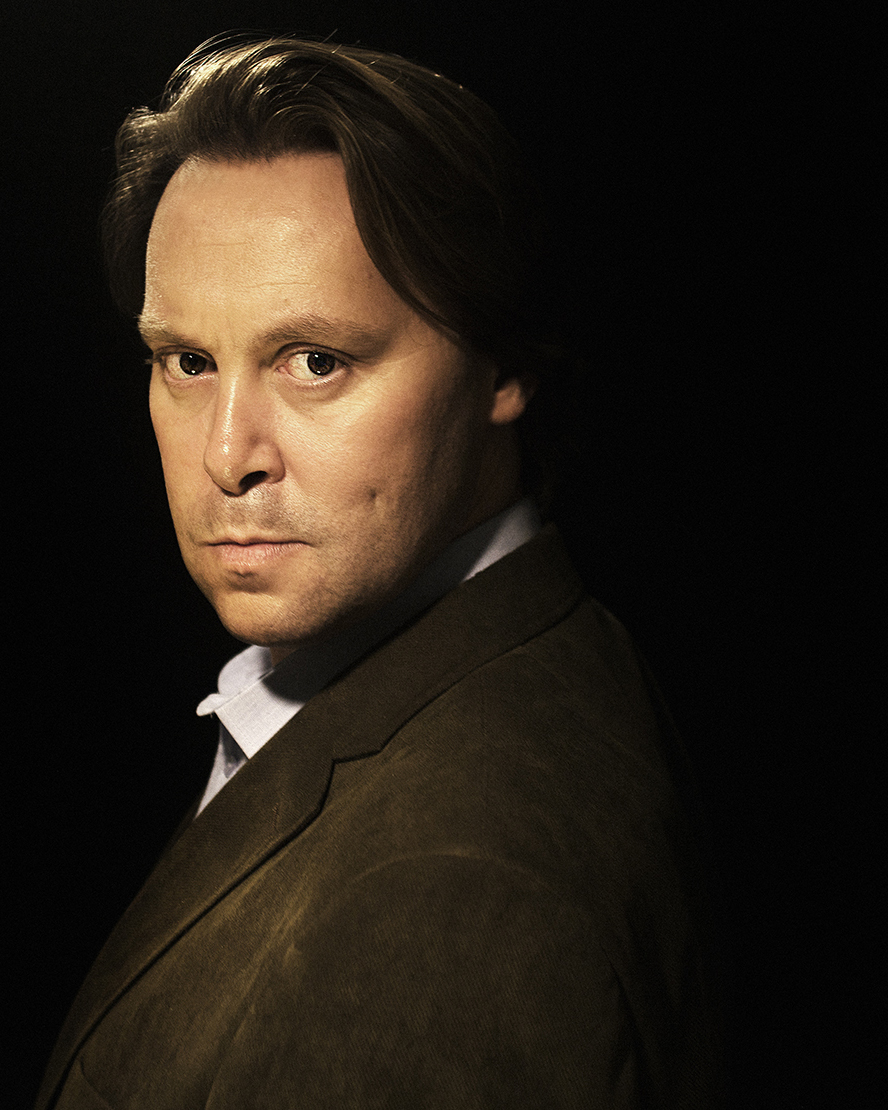
Christian McKay (* 1973)

- McKay, Claude (1889–1948), jamaikanischer Dichter und Romanautor
- McKay, Craig, US-amerikanischer Filmeditor, Filmproduzent und Filmregisseur
- McKay, David (* 1960), kanadischer Ringer
- McKay, David O. (1873–1970), 9. Präsident der Kirche Jesu Christi der Heiligen der Letzten Tage
- McKay, Delsey (1924–2004), US-amerikanische Jazzpianistin, Sängerin und Songwriterin
- McKay, Donald (1810–1880), kanadisch-amerikanischer Schiffbauer
- McKay, Donald (1908–1988), neuseeländischer Politiker, Minister und Abgeordneter
- McKay, Douglas (1893–1959), US-amerikanischer Politiker
- McKay, Frederick Sumner (1874–1959), US-amerikanischer Zahnarzt und Entdecker (dentale Fluorose)
- McKay, Heather (* 1941), australische Squashspielerin
- McKay, Henry D. (1899–1980), US-amerikanischer Soziologe und Kriminologe
- McKay, Hilary (* 1959), britische Autorin
- McKay, James Iver (1793–1853), US-amerikanischer Politiker
- McKay, James Wilson (1912–1992), schottischer Lord Provost und Freimaurer
- McKay, Jessie (* 1989), australische Wrestlerin
- McKay, Jim (1921–2008), US-amerikanischer Sportreporter
- McKay, John (1939–2022), britisch-kanadischer Mathematiker
- McKay, John B. (1922–1975), US-amerikanischer Testpilot
- McKay, K. Gunn (1925–2000), US-amerikanischer Politiker
- McKay, Kim (* 1959), australische Umweltschützerin, Autorin, Unternehmerin und Geschäftsfrau
- McKay, Kirsty, britische Schriftstellerin im Bereich der Jugendliteratur
- McKay, Les (1917–1981), australischer Wasserballspieler
- McKay, Mahara (* 1981), Schweizer Schönheitskönigin, Miss Schweiz, Model, DJ und Produzentin
- McKay, Martin (1937–2007), irischer Radrennfahrer
- McKay, Matt (* 1983), australischer Fußballspieler
- McKay, Mike (* 1964), australischer Ruderer
- McKay, Nellie (1930–2006), US-amerikanische Literaturwissenschaftlerin
- McKay, Nellie (* 1982), US-amerikanische Sängerin, Songschreiberin und Schauspielerin
- McKay, Nicole (* 1979), kanadische Schauspielerin
- McKay, Pat (* 1957), schottischer Karateka, Welt-, Europameister
- McKay, Randy (* 1967), kanadischer Eishockeyspieler und -trainer
- McKay, Ron († 2013), britischer Jazzmusiker
- McKay, Ronald D. G., britischer Molekularbiologe, Stammzellforscher und Hochschullehrer
- McKay, Scott (* 1972), kanadischer Eishockeyspieler
- McKay, Stuart, US-amerikanischer Jazzmusiker (Holzblasinstrumente)

### Mcke

#### Mckea
- McKeachnie, Gayle (* 1943), US-amerikanischer Politiker
- McKeag, William John (1928–2007), kanadischer Unternehmer, Vizegouverneur von Manitoba
- McKean, Dave (* 1963), britischer Autor und Zeichner von Comics
- McKean, Henry (1930–2024), US-amerikanischer Mathematiker
- McKean, James B. (1821–1879), US-amerikanischer Offizier, Jurist und Politiker
- McKean, Michael (* 1947), US-amerikanischer SchauspielerMichael McKean (* 1947)

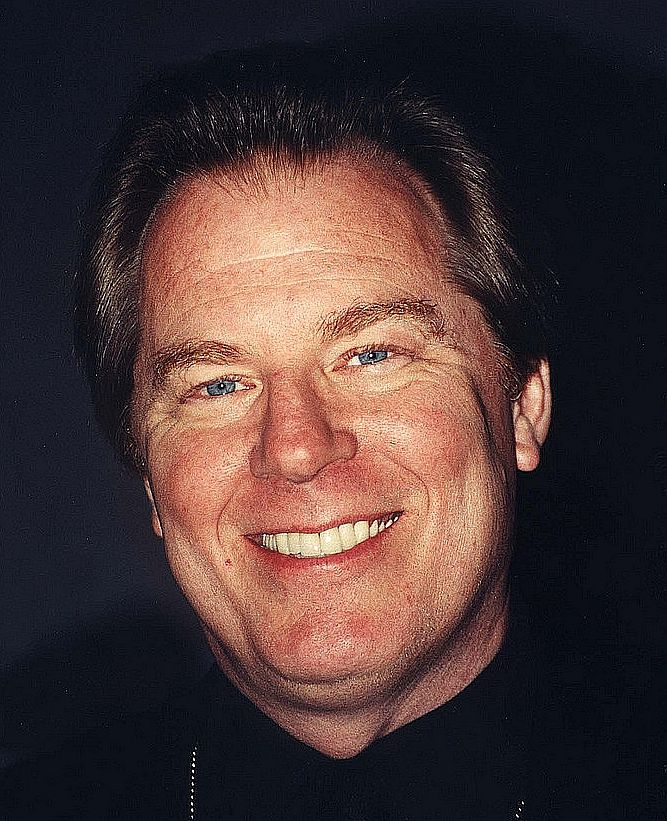
Michael McKean (* 1947)

- McKean, Olive (1915–2006), US-amerikanische Schwimmerin
- McKean, Randy, US-amerikanischer Jazzmusiker
- McKean, Samuel (1787–1841), US-amerikanischer Politiker
- McKean, Scott (* 1968), US-amerikanischer Offizier, Generalleutnant der US-Army
- McKean, Thomas (1734–1817), US-amerikanischer Rechtsanwalt und Politiker, Unterzeichner der Unabhängigkeitserklärung
- McKean, Tom (* 1963), schottischer Mittelstreckenläufer
- McKeand, Les (1924–1950), australischer Dreispringer und Speerwerfer
- McKearney, Tommy (* 1952), nordirisches IRA-Mitglied, Sozialist, Hungerstreikender

#### Mckec
- McKechin, Ann (* 1961), schottische Politikerin
- McKechnie, Bill (1886–1965), US-amerikanischer Baseballspieler und -trainer
- McKechnie, Walt (* 1947), kanadischer Eishockeyspieler
- McKechnie, William Martin (* 1951), irischer Jurist

#### Mckee
- McKee Redwing, Regina, US-amerikanische Schauspielerin, Stuntfrau und Filmproduzentin
- McKee, Andy (* 1953), US-amerikanischer Jazz-Bassist
- McKee, Andy (* 1979), US-amerikanischer Fingerstyle-Gitarrist und Komponist
- McKee, Billy (1921–2019), nordirischer politischer Aktivist, Gründungsmitglied der Provisional Irish Republican Army
- McKee, Bonnie (* 1984), US-amerikanische Popsängerin und SongwriterinBonnie McKee (* 1984)

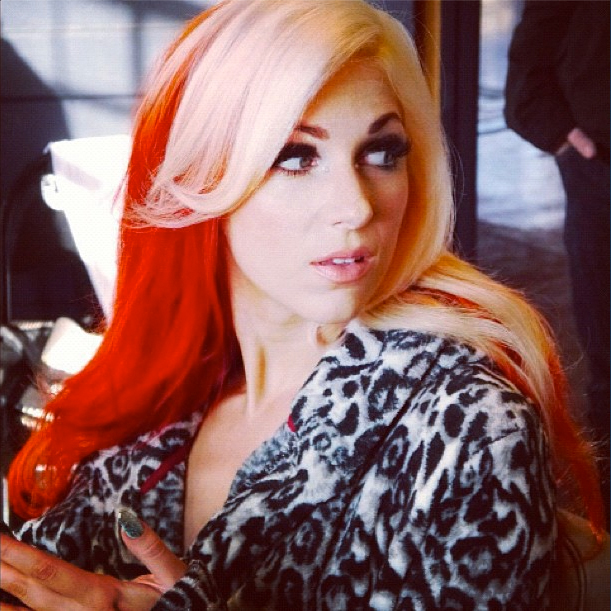
Bonnie McKee (* 1984)

- McKee, Casey (* 1976), amerikanischer Künstler
- McKee, Charles (* 1962), US-amerikanischer Segler
- McKee, Christopher F. (* 1942), US-amerikanischer Astrophysiker
- McKee, Daniel (* 1951), US-amerikanischer Politiker
- McKee, Dave (1919–2005), australischer Politiker, Abgeordneter und Minister
- McKee, David (1935–2022), britischer Kinderbuchautor und Illustrator
- McKee, Edwin D. (1906–1984), US-amerikanischer Naturforscher, Geologe und Sedimentologe
- McKee, Fiona (* 1985), kanadische Badmintonspielerin
- McKee, George C. (1837–1890), US-amerikanischer Politiker
- McKee, Gina (* 1964), britische Schauspielerin
- McKee, Ian, schottischer Politiker
- McKee, Jamie, kanadischer Badmintonspieler
- McKee, Jay (* 1977), kanadischer Eishockeyspieler und -trainer
- McKee, John (1771–1832), US-amerikanischer Politiker
- McKee, Jonathan (* 1959), US-amerikanischer Segler
- McKee, Joseph V. (1889–1956), US-amerikanischer Politiker und für kurze Zeit amtierender Bürgermeister von New York City
- McKee, Kinnaird R. (1929–2013), US-amerikanischer Offizier, Admiral der US-Navy
- McKee, Lonette (* 1954), US-amerikanische Schauspielerin und Singer-Songwriter
- McKee, Lucky (* 1975), US-amerikanischer Regisseur, Schauspieler, Drehbuchautor
- McKee, Lyra (1990–2019), nordirische Journalistin
- McKee, Maria (* 1964), US-amerikanische Sängerin und Songwriterin
- McKee, Martin (* 1956), britischer Mediziner und Gesundheitswissenschaftler
- McKee, Melville (* 1994), britisch-singapurischer Automobilrennfahrer
- McKee, Mike (* 1933), britischer Automobilrennfahrer und Galerist
- McKee, Mike (* 1969), kanadischer Eishockeyspieler
- McKee, Nicole, neuseeländische Politikerin (ACT New Zealand)
- McKee, Paul (* 1977), irischer Sprinter
- McKee, Richard (1893–1920), irischer Brigardier der IRA
- McKee, Robert (* 1941), US-amerikanischer Lehrer für kreatives Schreiben
- McKee, Robin, Schauspielerin
- McKee, Roxanne (* 1980), britische Schauspielerin und ModelRoxanne McKee (* 1980)

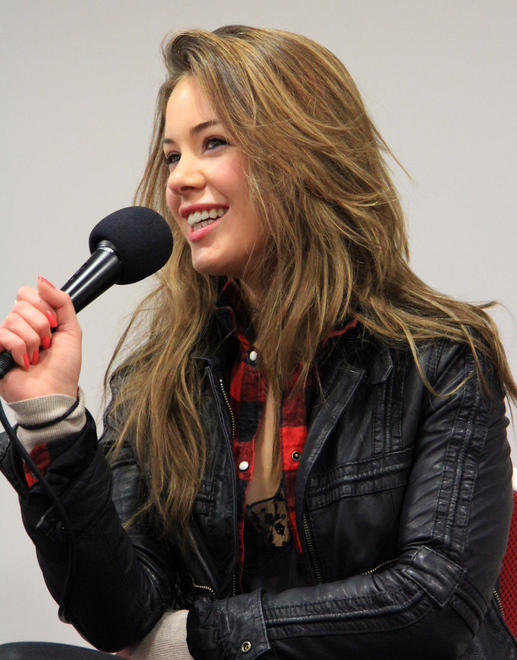
Roxanne McKee (* 1980)

- McKee, Sally (* 1955), amerikanische Mediävistin
- McKee, Samuel (1774–1826), US-amerikanischer Politiker
- McKee, Samuel (1833–1898), US-amerikanischer Politiker
- McKee, Seth J. (1916–2016), US-amerikanischer General
- McKee, Tim (* 1953), US-amerikanischer Schwimmer
- McKee, Todd (* 1963), US-amerikanischer Schauspieler
- McKee, William F. (1906–1987), US-amerikanischer General der US Air Force
- McKeefry, Thomas Peter (1899–1973), neuseeländischer Geistlicher, Erzbischof von Wellington und Kardinal der römisch-katholischen Kirche
- McKeehan, Toby (* 1964), US-amerikanischer Popmusiker und RapperToby McKeehan (* 1964)

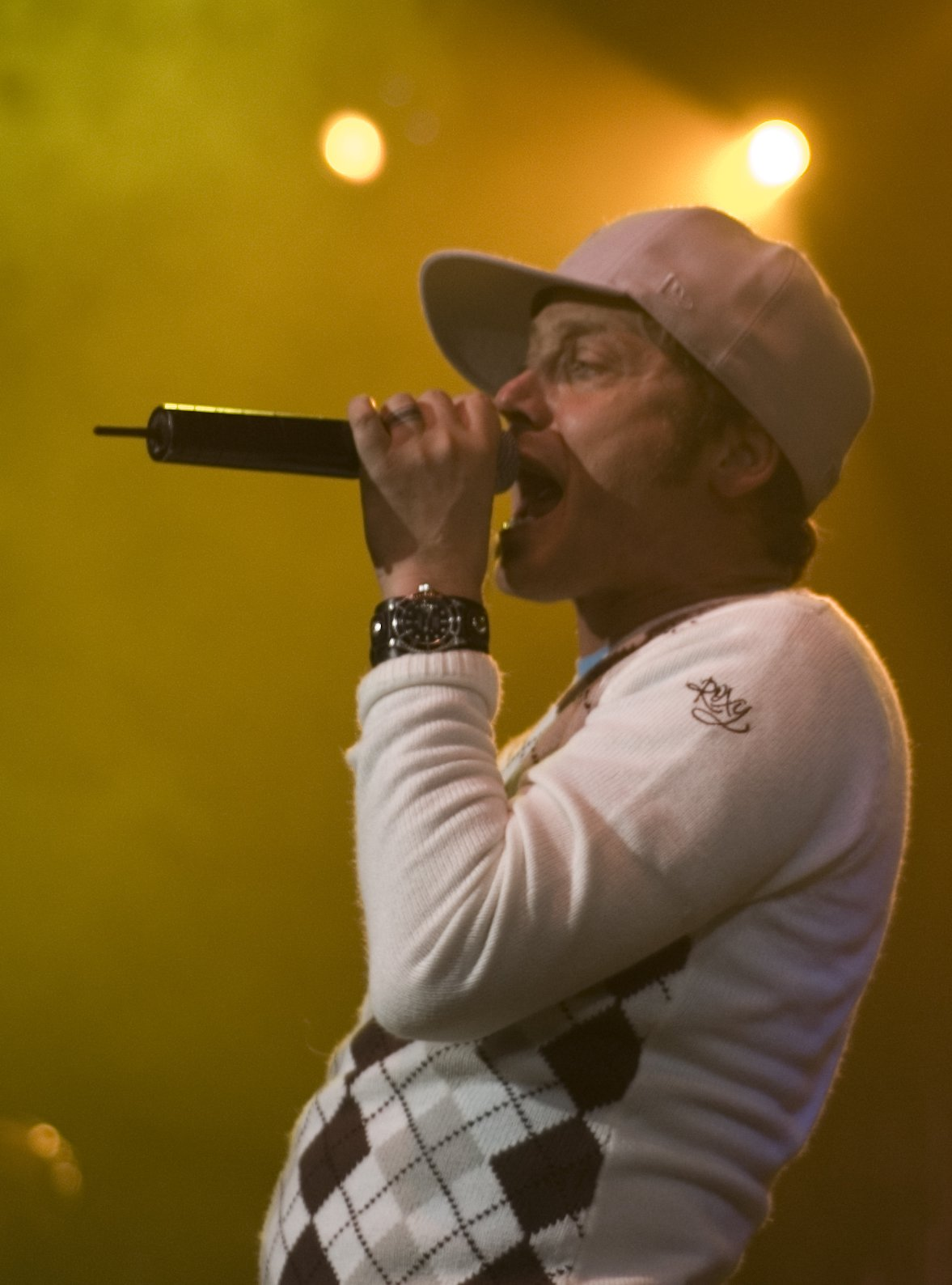
Toby McKeehan (* 1964)

- McKeehen, Joe (* 1991), US-amerikanischer Pokerspieler
- McKeen, Nery (* 1957), kubanische Mittelstreckenläuferin
- McKeen, William Riley (1869–1946), US-amerikanischer Ingenieur
- McKeever, Brian (* 1979), kanadischer Skilangläufer und Biathlet
- McKeever, Ed (* 1983), britischer Kanute
- McKeever, Robin (* 1973), kanadischer Skilangläufer
- McKeever, Xavier (* 2003), kanadischer Skilangläufer

#### Mckeg
- McKegg, Greg (* 1992), kanadischer Eishockeyspieler
- McKegney, Tony (* 1958), kanadischer Eishockeyspieler

#### Mckei
- McKeighan, William A. (1842–1895), US-amerikanischer Politiker
- McKeithen, John (1918–1999), US-amerikanischer Politiker

#### Mckel
- McKeldin, Theodore (1900–1974), US-amerikanischer Politiker (Republikanische Partei) und Gouverneur des Bundesstaates Maryland (1951–1959)
- McKell, William John (1891–1985), australischer Politiker, Generalgouverneur Australiens
- McKellar, Andrew (1910–1960), kanadischer Astronom
- McKellar, Danica (* 1975), US-amerikanische Schauspielerin und Mathematikerin
- McKellar, Don (* 1963), kanadischer Schauspieler, Drehbuchautor und Regisseur
- McKellar, Kenneth (1869–1957), US-amerikanischer Rechtsanwalt und Politiker der Demokratischen Partei
- McKellar, Kenneth (1927–2010), britischer Sänger (Tenor)
- McKellar, Rowan (* 1994), britische Ruderin
- McKelle, Robin (* 1976), amerikanische Jazzsängerin und Songwriterin
- McKellen, Gordon (* 1953), US-amerikanischer Eiskunstläufer
- McKellen, Ian (* 1939), britischer Film- und TheaterschauspielerIan McKellen (* 1939)

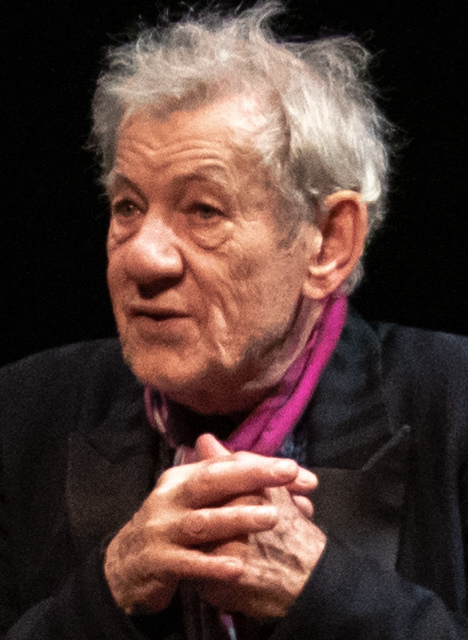
Ian McKellen (* 1939)

- McKellow, Don (1925–2022), britischer Radrennfahrer
- McKelvey, Andrew (1934–2008), US-amerikanischer Unternehmer und Gründer von Monster Worldwide
- McKelvey, Susan Adams (1883–1964), US-amerikanische Botanikerin
- McKelvey, William (1934–2016), schottischer Politiker
- McKelvie, Christina (1968–2025), schottische Politikerin
- McKelvie, Samuel Roy (1881–1956), US-amerikanischer Politiker
- McKelvy, Frank R. (1914–1980), US-amerikanischer Szenenbildner
- McKelvy-Jones, Miesha (* 1976), US-amerikanische Hürdenläuferin

#### Mcken
- McKendree, William (1757–1835), amerikanischer methodistischer Bischof
- McKendrick, Anderson Gray (1876–1943), britischer Epidemiologe und Stochastiker
- McKendrick, John Gray (1841–1926), schottischer Physiologe
- McKendry, Ben (* 1993), kanadischer Fußballspieler
- McKendry, Gary, nordirischer Filmregisseur und Drehbuchautor
- McKenley, Herb (1922–2007), jamaikanischer Sprinter und Olympiasieger
- McKenna, Alex (* 1984), US-amerikanische SchauspielerinAlex McKenna (* 1984)

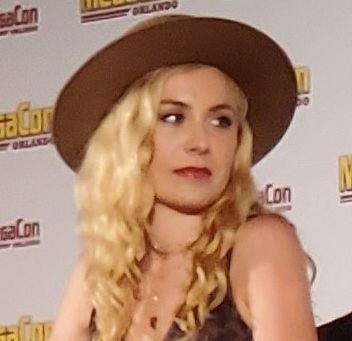
Alex McKenna (* 1984)

- McKenna, Aline Brosh (* 1967), US-amerikanische Drehbuchautorin
- McKenna, Barney (1939–2012), irischer Musiker
- McKenna, Catherine (* 1971), kanadische liberale Politikerin
- McKenna, Charlene (* 1984), irische SchauspielerinCharlene McKenna (* 1984)

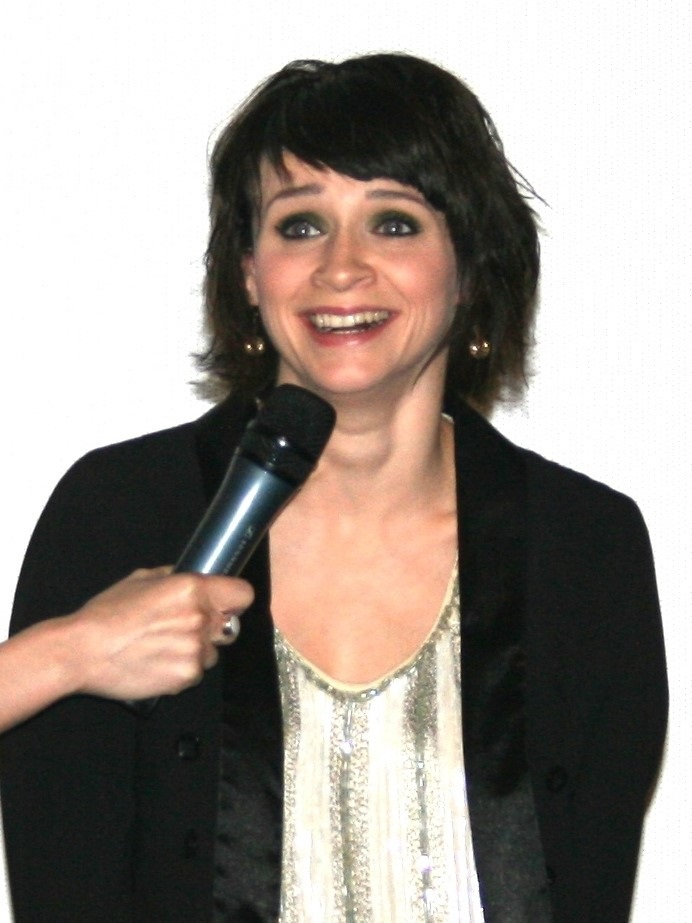
Charlene McKenna (* 1984)

- McKenna, Chris, US-amerikanischer Drehbuchautor
- McKenna, Dave (1930–2008), US-amerikanischer Jazz-Pianist
- McKenna, David (* 1968), US-amerikanischer Drehbuchautor
- McKenna, Declan (* 1998), englischer Singer-Songwriter
- McKenna, Frank (* 1948), kanadischer Politiker
- McKenna, James Andrew Joseph (1862–1919), kanadischer Jurist und Chefinspekteur der Indianeragenturen in der kanadischen Provinz Manitoba und in den Nordwest-Territorien
- McKenna, John (1855–1936), englischer Fußballtrainer
- McKenna, Joseph (1843–1926), US-amerikanischer Jurist und Politiker
- McKenna, Juliet E. (* 1965), britische Fantasy-Autorin
- McKenna, Kayla (* 1996), US-amerikanisch-jamaikanische Fußballspielerin
- McKenna, Kevin (1945–2019), nordirischer IRA-Führer
- McKenna, Kevin (* 1980), kanadisch-schottischer Fußballspieler
- McKenna, Kieran (* 1986), englisch-nordirischer Fußballspieler und Fußballtrainer
- McKenna, Larry (1937–2023), US-amerikanischer Jazzmusiker und Musikpädagoge
- McKenna, Lesley (* 1974), britische Snowboarderin
- McKenna, Lori (* 1968), US-amerikanische Folkmusikerin
- McKenna, Malcolm (1930–2008), US-amerikanischer Paläontologe
- McKenna, Megan (* 1992), britische SängerinMegan McKenna (* 1992)

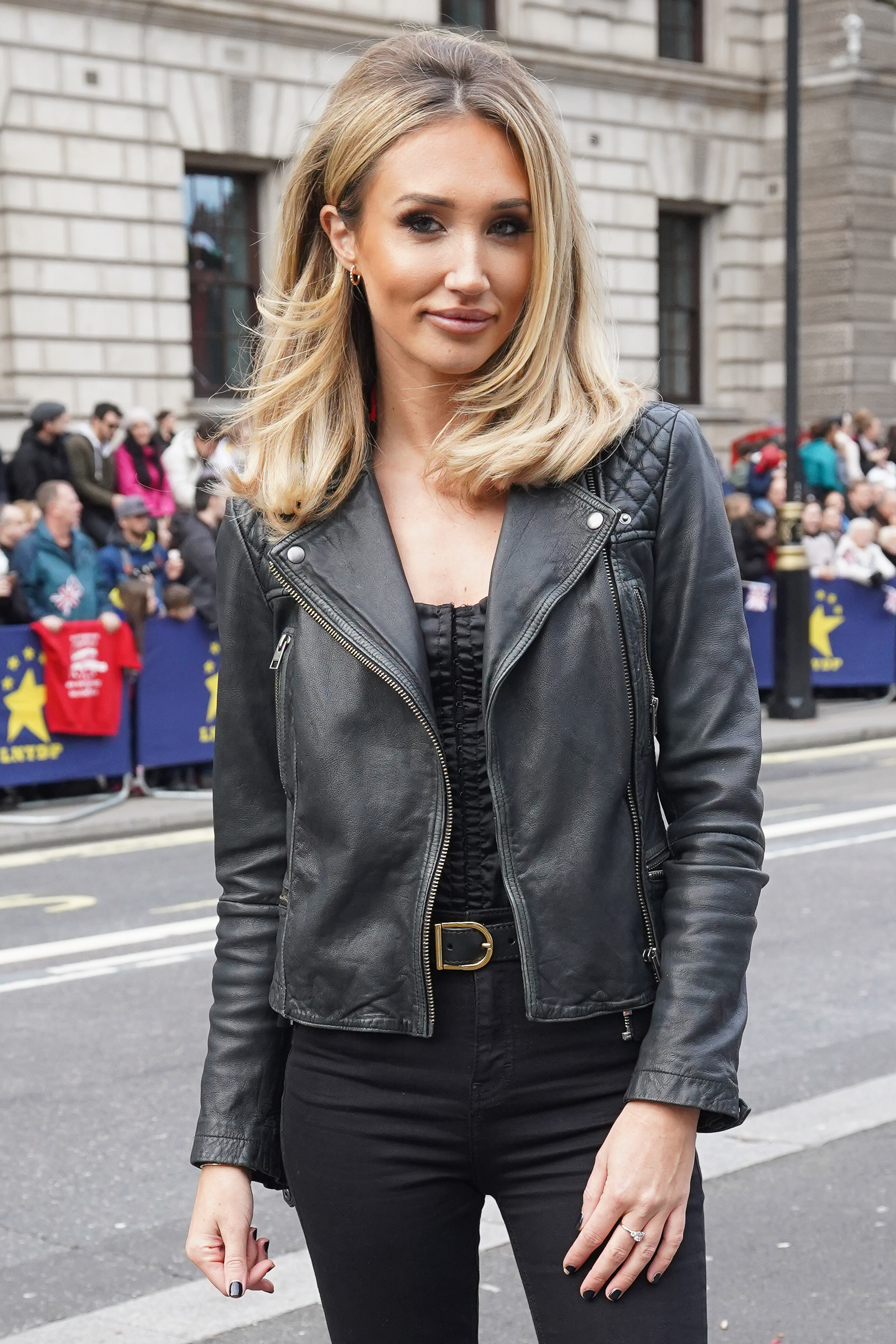
Megan McKenna (* 1992)

- McKenna, Michael Joseph (* 1951), australischer Geistlicher und römisch-katholischer Bischof von Bathurst
- McKenna, Mike (* 1983), US-amerikanischer Eishockeytorwart
- McKenna, Patricia (* 1957), irische Politikerin, MdEP
- McKenna, Paul (* 1963), englischer Hypnotiseur und Autor
- McKenna, Paul (* 1977), englischer Fußballspieler
- McKenna, Rebecca (* 2001), nordirische Fußballspielerin
- McKenna, Reginald (1863–1943), britischer Politiker, Mitglied des House of Commons
- McKenna, Richard (1913–1964), amerikanischer Schriftsteller und Seemann
- McKenna, Robert (1927–2015), US-amerikanischer Bischof in der Weihelinie des Erzbischofs Thuc
- McKenna, Rosemary (* 1941), schottische Politikerin
- McKenna, Scott (* 1996), schottischer Fußballspieler
- McKenna, Sean (* 1962), kanadischer Eishockeyspieler
- McKenna, Siobhán (1922–1986), irische Filmschauspielerin und Theaterschauspielerin
- McKenna, Stephen (1939–2017), britischer figurativer Maler und Grafiker
- McKenna, Steve (* 1973), kanadischer Eishockeyspieler und -trainer
- McKenna, Steven (* 1991), australischer Triathlet
- McKenna, T. P. (1929–2011), irischer Schauspieler
- McKenna, Terence (1946–2000), US-amerikanischer Sprachwissenschaftler, Autor, Biologe, Bewusstseinsforscher und EthnopharmakologeTerence McKenna (1946–2000)

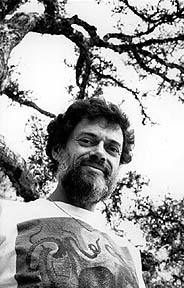
Terence McKenna (1946–2000)

- McKenna, Virginia (* 1931), britische Schauspielerin
- McKenna, William, australischer Schauspieler
- McKenna-Bruce, Mia (* 1997), britische Schauspielerin
- McKenna-Lawlor, Susan (* 1935), irische Astronomin, Astrophysikerin und Hochschullehrerin
- McKennan, Thomas (1794–1852), US-amerikanischer Politiker
- McKenney, Catherine (* 1961), kanadische Politikerin
- McKenney, Don (1934–2022), kanadischer Eishockeyspieler, -trainer und -scout
- McKenney, William Robertson (1851–1916), US-amerikanischer Politiker
- McKennie, Weston (* 1998), US-amerikanischer Fußballspieler
- McKennis Duran, Alice (* 1989), US-amerikanische Skirennläuferin
- McKennitt, Loreena (* 1957), kanadische Musikerin und Komponistin
- McKennon, Pierce (1919–1947), amerikanischer Jagdflieger
- McKenty, Finn (* 1978), US-amerikanischer Webvideoproduzent, Marketingstratege, Autor und Grafikdesigner
- McKenty, Jacob Kerlin (1827–1866), US-amerikanischer Politiker
- McKenzie, Alick, schottischer Fußballspieler
- McKenzie, Andrew (* 1964), schottischer römisch-katholischer Geistlicher, Bischof von Dunkeld
- McKenzie, Arthur (* 1939), britischer Diskuswerfer
- McKenzie, Ashley (* 1989), britisch-jamaikanischer Judoka
- McKenzie, Austin (* 1993), australischer Eishockeyspieler
- McKenzie, Benjamin (* 1978), US-amerikanischer SchauspielerBenjamin McKenzie (* 1978)

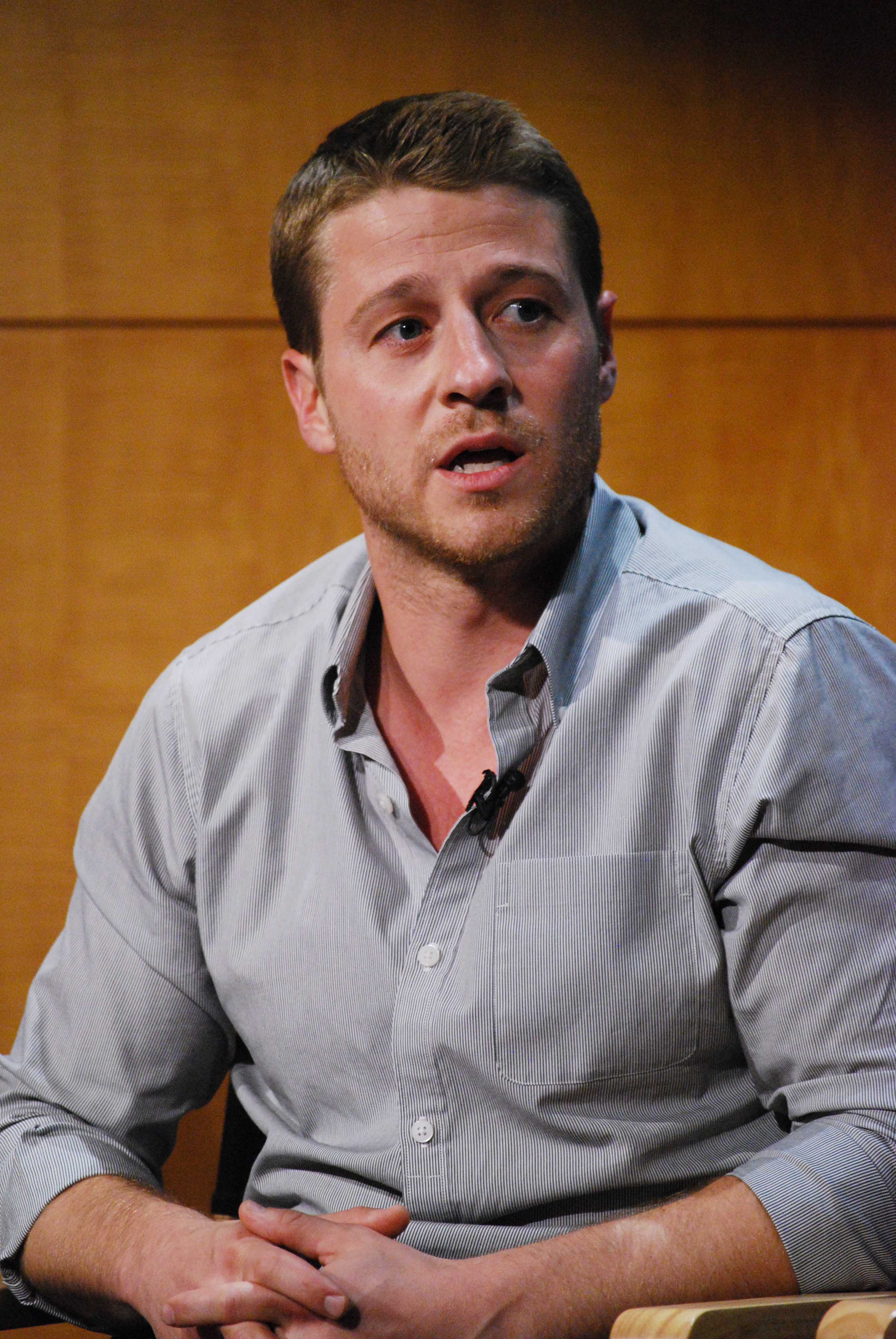
Benjamin McKenzie (* 1978)

- McKenzie, Beth (* 1980), US-amerikanische Triathletin
- McKenzie, Bret (* 1976), neuseeländischer Schauspieler
- McKenzie, Bruce (1919–1978), kenianischer Landwirtschaftsminister
- McKenzie, Cara (* 1999), US-amerikanische Volleyballspielerin
- McKenzie, Charles E. (1896–1956), US-amerikanischer Politiker
- McKenzie, Curtis (* 1991), kanadischer Eishockeyspieler
- McKenzie, Dan (* 1942), britischer Geophysiker an der Universität Cambridge
- McKenzie, Dana, US-amerikanischer Schiedsrichter im American Football
- McKenzie, Daniel (* 1988), britischer Automobilrennfahrer
- McKenzie, Dave (* 1943), neuseeländischer Marathonläufer
- McKenzie, David (* 1970), britischer Sprinter
- McKenzie, David (* 1974), australischer Radrennfahrer
- McKenzie, Donald (1783–1851), schottisch-kanadischer Entdecker, Gouverneur der Red-River-Kolonie
- McKenzie, Donald (1947–2008), US-amerikanischer Schwimmer
- McKenzie, Duke (* 1963), britischer Boxer im Superbantam-, Bantam- und Fliegengewicht
- McKenzie, Duncan (* 1950), englischer Fußballspieler
- McKenzie, Eleanor (* 1931), kanadische Sprinterin
- McKenzie, Fay (1918–2019), US-amerikanische Schauspielerin
- McKenzie, Gordon (1927–2013), US-amerikanischer Langstreckenläufer
- McKenzie, Grace (1903–1988), britische Freistil-Schwimmerin
- McKenzie, Gus (* 1954), britischer Leichtathlet und Bobsportler
- McKenzie, Hamish (* 2004), australischer Radrennfahrer
- McKenzie, Iain (* 1959), schottischer Politiker der Labour Party
- McKenzie, Jack (* 1930), kanadischer Eishockeyspieler
- McKenzie, Jacqueline (* 1967), australische SchauspielerinJacqueline McKenzie (* 1967)

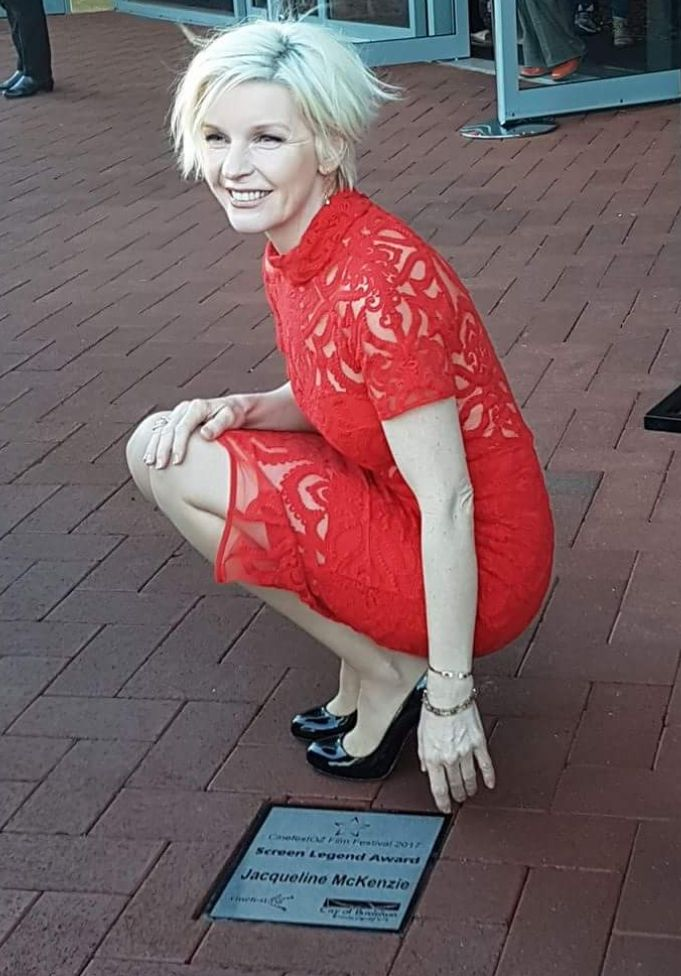
Jacqueline McKenzie (* 1967)

- McKenzie, James A. (1840–1904), US-amerikanischer Politiker
- McKenzie, Jim (* 1969), kanadischer Eishockeyspieler und -scout
- McKenzie, John (1937–2018), kanadischer Eishockeyspieler und -trainer
- McKenzie, John C. (1860–1941), US-amerikanischer Politiker
- McKenzie, Judith (1942–2023), US-amerikanische Geologin
- McKenzie, Julia (* 1941), britische Schauspielerin, Sängerin und Regisseurin
- McKenzie, Kenneth (1870–1949), US-amerikanischer Romanist und Italianist
- McKenzie, Kevin (* 1954), US-amerikanischer Balletttänzer und Choreograf
- McKenzie, Kylie (* 1999), US-amerikanische Tennisspielerin
- McKenzie, Lewis (1810–1895), US-amerikanischer Politiker
- McKenzie, Linsey Dawn (* 1978), britisches Erotikmodel und PornodarstellerinLinsey Dawn McKenzie (* 1978)

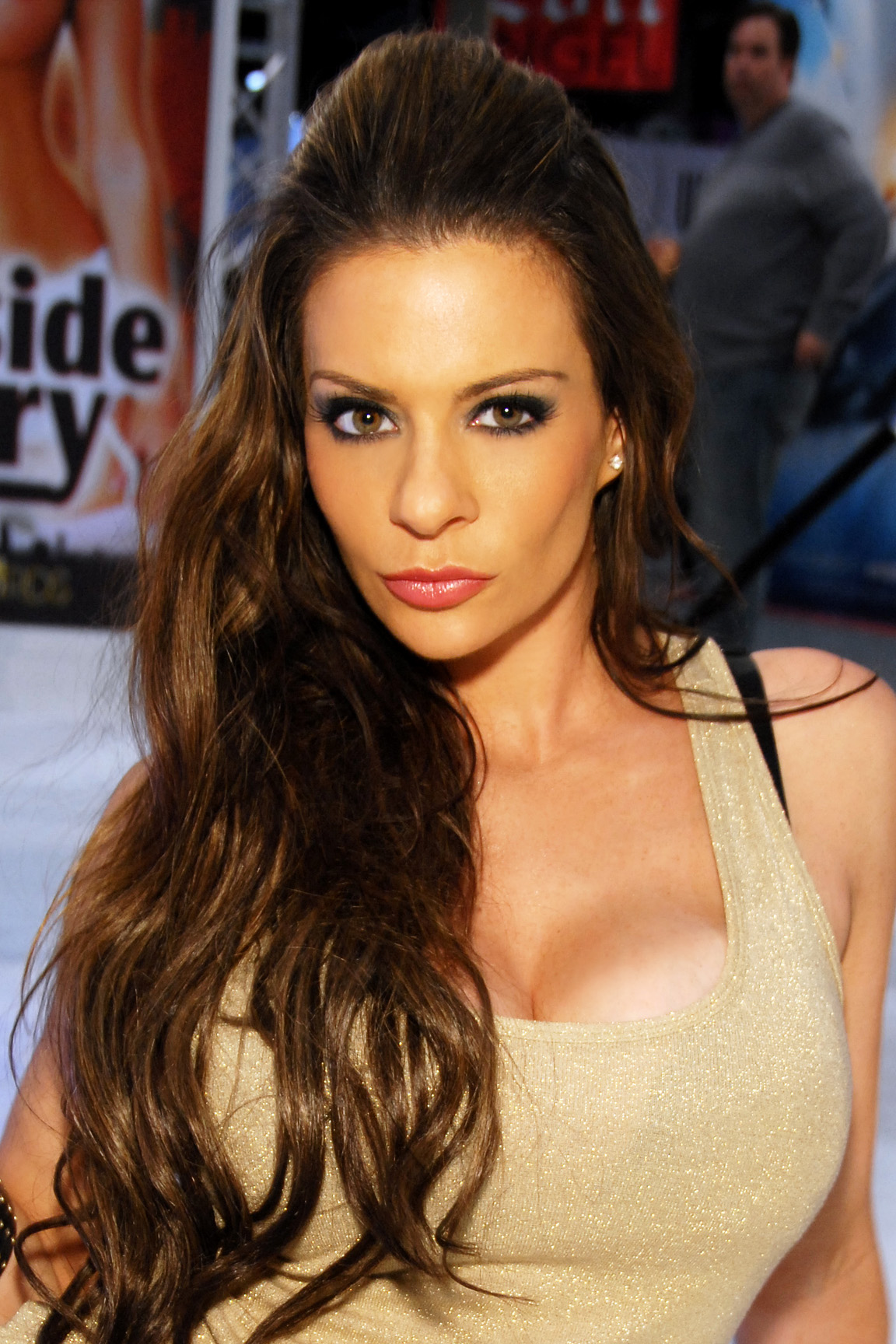
Linsey Dawn McKenzie (* 1978)

- McKenzie, Luke Jarrod (* 1981), australischer Triathlet und Duathlet
- McKenzie, Mark (* 1957), US-amerikanischer Komponist
- McKenzie, Mark (* 1999), US-amerikanischer Fußballspieler
- McKenzie, Matt, US-amerikanischer Schauspieler und Sound Designer
- McKenzie, Mike (* 1976), US-amerikanischer American-Football-Spieler
- McKenzie, Parker (1897–1999), US-amerikanischer Kiowa-Sprachwissenschaftler
- McKenzie, Paula (* 1970), kanadische Bobfahrerin
- McKenzie, Peter (1943–2023), neuseeländischer Schauspieler
- McKenzie, Queenie († 1998), australische Künstlerin aus dem Kimberley
- McKenzie, Ralph (* 1941), US-amerikanischer Mathematiker
- McKenzie, Red (1899–1948), US-amerikanischer Jazz-Musiker (Bandleader, Sänger, Kamm) des Chicago-Jazz und Musikagent
- McKenzie, Roderick Duncan (1885–1940), kanadischer Soziologe
- McKenzie, Rory (* 1993), schottischer Fußballspieler
- McKenzie, Roy (1922–2007), neuseeländischer Pferdezüchter und Rennfahrer
- McKenzie, Sally (* 1955), australische Schauspielerin und Regisseurin
- McKenzie, Sarah (* 1987), australische Jazzmusikerin (Gesang, Piano, Komposition)
- McKenzie, Scott (1939–2012), US-amerikanischer Sänger, Songwriter und Gitarrist
- McKenzie, Sharon, US-amerikanische Eiskunstläuferin
- McKenzie, Thomasin (* 2000), neuseeländische SchauspielerinThomasin McKenzie (* 2000)

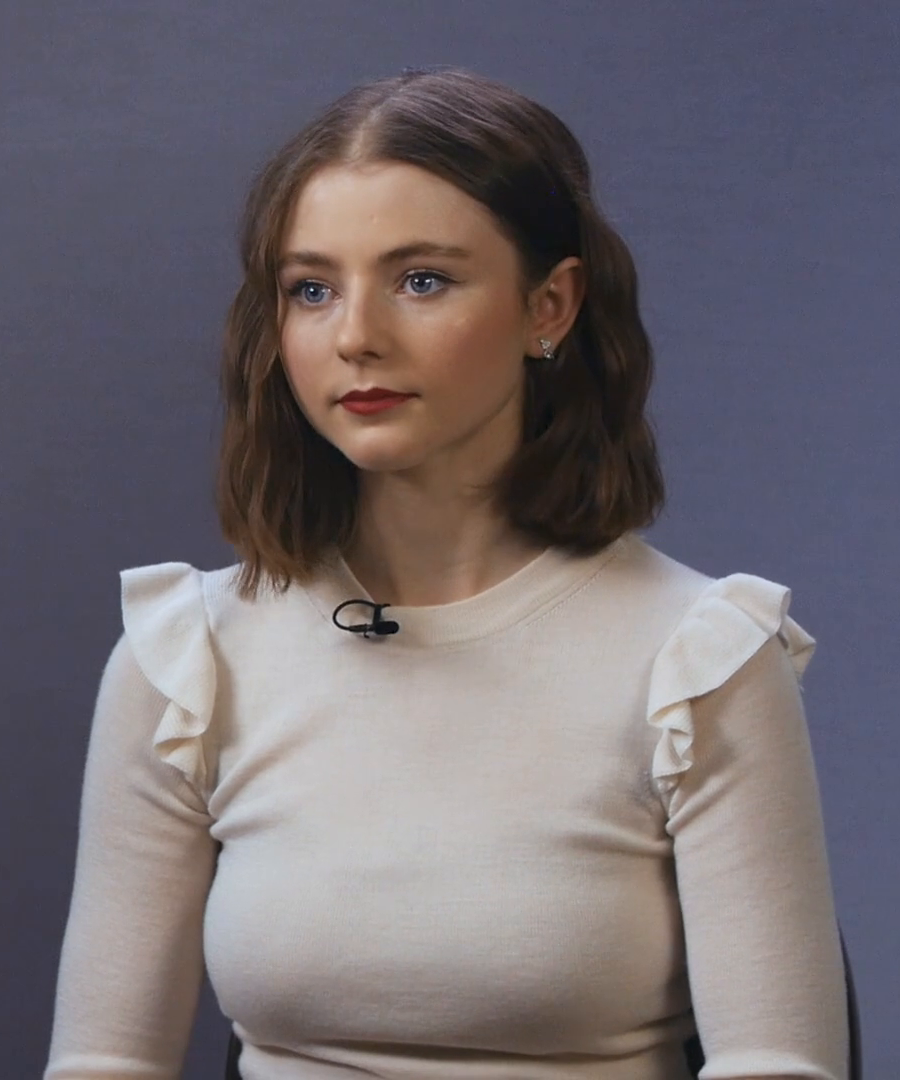
Thomasin McKenzie (* 2000)

- McKenzie, Vashti Murphy (* 1947), US-amerikanische methodistische Bischöfin
- McKenzie, Vernon (1887–1963), kanadischer Journalist und Hochschullehrer
- McKenzie, Violet (1890–1982), australische Unternehmerin und Elektroingenieurin
- McKenzie, William (* 1997), neuseeländischer Regattasegler
- McKenzie, William, Baron McKenzie of Luton (1946–2021), englischer Politiker (Labour)
- McKenzie, Zarah (* 1981), deutsche Schauspielerin
- McKenzie-Brown, Jemma (* 1994), britische Schauspielerin
- McKenzie-McHarg, Cameron (* 1980), australischer Ruderer

#### Mckeo
- McKeon, Doug (* 1966), US-amerikanischer Schauspieler und Filmregisseur
- McKeon, Emma (* 1994), australische SchwimmerinEmma McKeon (* 1994)

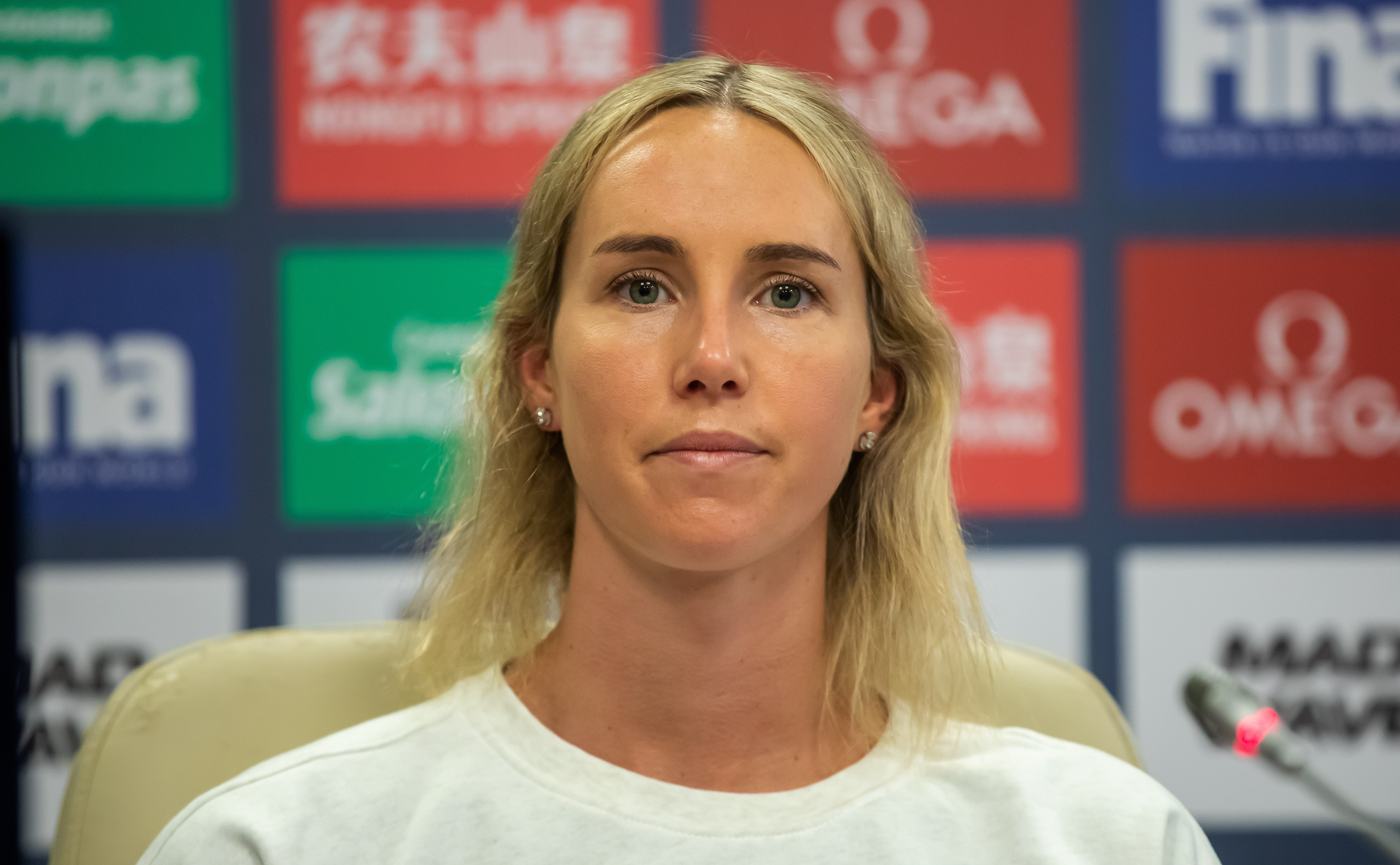
Emma McKeon (* 1994)

- McKeon, Howard (* 1938), US-amerikanischer Politiker
- McKeon, John (1808–1883), US-amerikanischer Jurist und Politiker
- McKeon, Larry (1944–2008), US-amerikanischer Politiker (Demokrat)
- McKeon, Lindsey (* 1982), US-amerikanische Schauspielerin
- McKeon, Myles (1919–2016), australischer Geistlicher, Bischof von Bunbury
- McKeon, Nancy (* 1966), US-amerikanische Schauspielerin
- McKeon, Richard (1900–1985), US-amerikanischer Philosoph
- McKeon, Stephen (* 1962), irischer Komponist für Film und Fernsehen
- McKeough, Raymond S. (1888–1979), US-amerikanischer Politiker
- McKeown, Charles (* 1946), britischer Drehbuchautor und Schauspieler
- McKeown, Ciaran (1943–2019), irischer Journalist und Friedensaktivist in Nordirland
- McKeown, Donal (* 1950), nordirischer Geistlicher, römisch-katholischer Bischof von Derry
- McKeown, Fintan, irischer Schauspieler
- McKeown, Kathleen (* 1954), US-amerikanische Informatikerin und Hochschullehrerin
- McKeown, Kaylee (* 2001), australische SchwimmerinKaylee McKeown (* 2001)

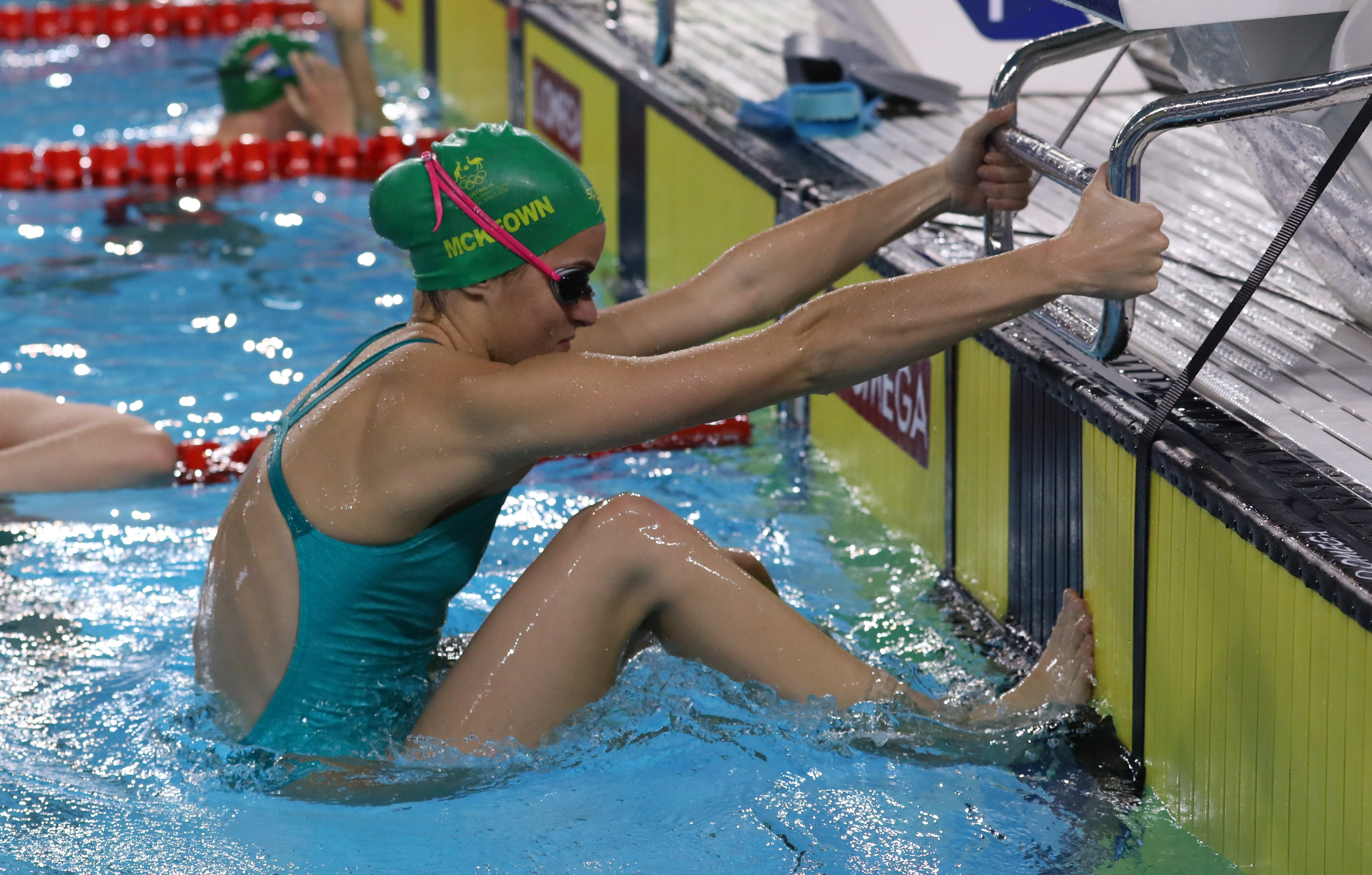
Kaylee McKeown (* 2001)

- McKeown, Laurence (* 1956), nordirisches IRA-Mitglied, Autor, Bühnen- und Drehbuchautor
- McKeown, Les (1955–2021), britischer Sänger
- McKeown, Robert, US-amerikanischer Physiker
- McKeown, Roland (* 1996), kanadischer Eishockeyspieler
- McKeown, Tara (* 1999), US-amerikanische Fußballspielerin
- McKeown, Taylor (* 1995), australische Schwimmerin
- McKeown, Thomas D. (1878–1951), US-amerikanischer Politiker

#### Mcker
- McKerlich, William (* 1936), kanadischer Ruderer
- McKern, Leo (1920–2002), australischer Schauspieler
- McKernan, Clemente Alonso (* 1978), spanischer Duathlet und Triathlet
- McKernan, James (* 1964), britischer Mathematiker
- McKernan, John Jr. (* 1948), US-amerikanischer Politiker
- McKernan, Ron (* 1945), US-amerikanischer Keyboarder, Organist und Mundharmonikaspieler der Rockgruppe Grateful Dead
- McKerrow, Clarence (1877–1959), kanadischer Lacrossespieler
- McKerrow, Ronald Brunlees (1872–1940), britischer Literaturwissenschaftler
- McKerrow, Stuart (1922–2004), britischer Paläontologe und Geologe

#### Mckev
- McKevitt, Michael (1949–2021), irischer Mitbegründer der Real IRA
- McKevitt, Mike (1928–2000), US-amerikanischer Politiker

### Mcki
- McKibben, Bill (* 1960), US-amerikanischer Umweltaktivist und Autor
- McKibben, Larry (* 1947), US-amerikanischer Rechtsanwalt und Politiker (Republikanische Partei)
- McKibbin, Harry (1915–2001), irischer Rugbyspieler
- McKibbin, Joseph C. (1824–1896), US-amerikanischer Politiker
- McKibbon, Al (1919–2005), US-amerikanischer Jazz-Bassist
- McKidd, Kevin (* 1973), schottischer Film- und TheaterschauspielerKevin McKidd (* 1973)

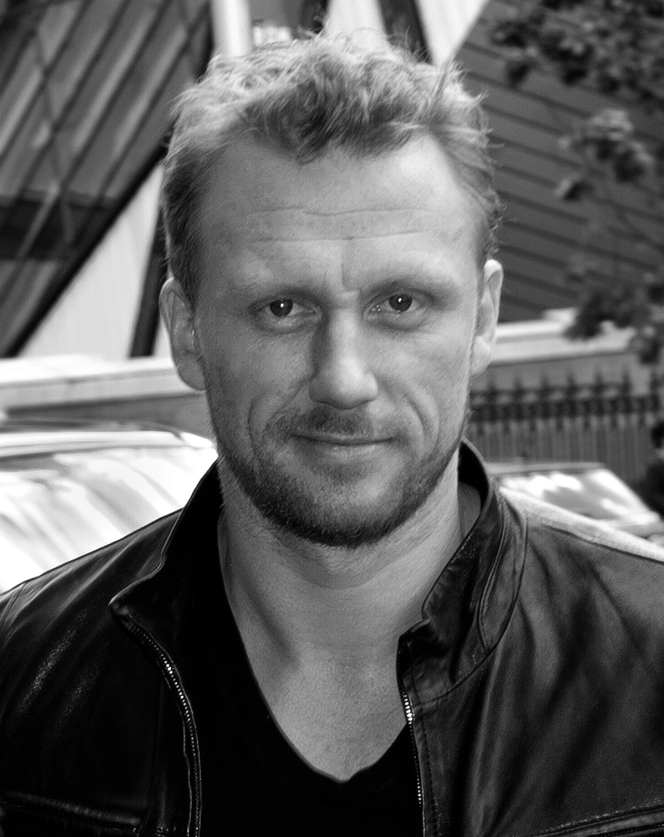
Kevin McKidd (* 1973)

- McKie, Aaron (* 1972), US-amerikanischer Basketballspieler
- McKie, Bjorn Aubre (* 1977), US-amerikanischer Basketballspieler
- McKie, Douglas (1896–1967), britischer Chemiker und Chemiehistoriker
- McKienzie, David (* 1979), US-amerikanischer Volleyballspieler
- McKiernan, Catherina (* 1969), irische Langstreckenläuferin
- McKiernan, David D. (* 1950), US-amerikanischer General der US ArmyDavid D. McKiernan (* 1950)

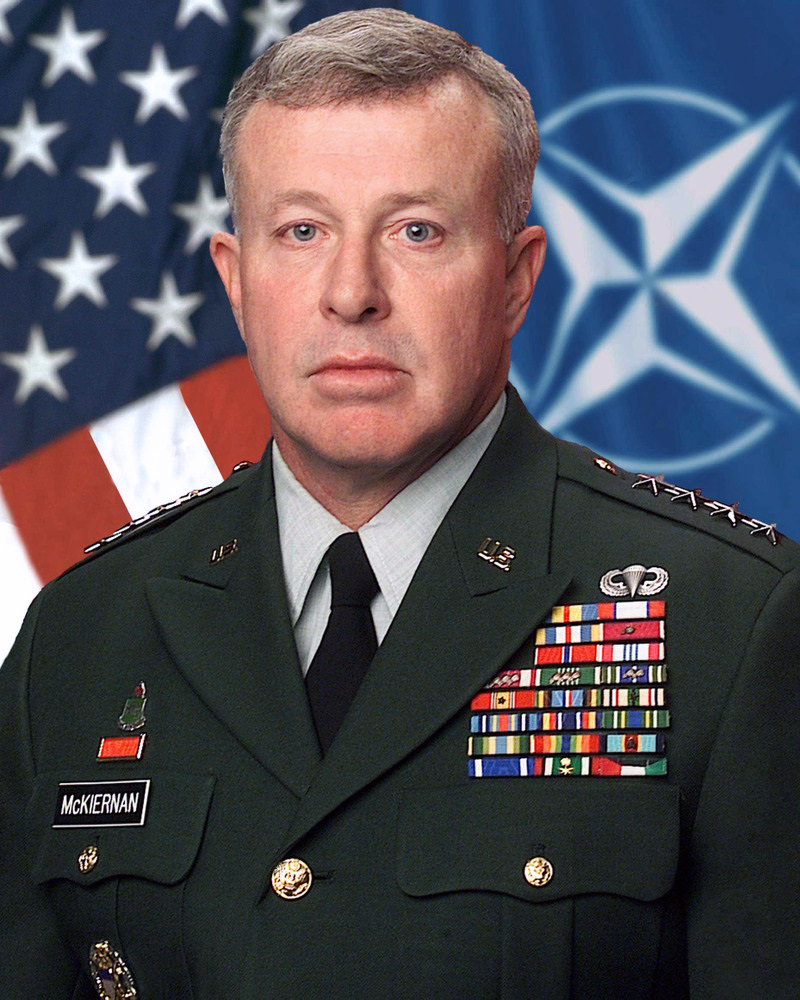
David D. McKiernan (* 1950)

- McKiernan, Dennis L. (* 1932), US-amerikanischer Autor
- McKiernan, John S. (1911–1997), US-amerikanischer Politiker
- McKiernan, Ryan (* 1989), US-amerikanisch-deutscher Eishockeyspieler
- McKillip, Britt (* 1991), kanadische Schauspielerin
- McKillip, Carly (* 1989), kanadische Schauspielerin und Sängerin
- McKillip, Patricia A. (1948–2022), amerikanische Schriftstellerin
- McKillop, Michael (* 1990), irischer Leichtathlet
- McKillop, Patricia (* 1956), simbabwische Hockeyspielerin
- McKim, Alexander (1748–1832), US-amerikanischer Politiker
- McKim, Andrew (* 1970), kanadischer Eishockeyspieler
- McKim, Charles Follen (1847–1909), US-amerikanischer Architekt
- McKim, Dorothy (* 1961), US-amerikanische Filmproduzentin
- McKim, Isaac (1775–1838), US-amerikanischer Politiker
- McKim, Josephine (1910–1992), US-amerikanische Schwimmerin und Schauspielerin
- McKim, Robert H. (1926–2022), amerikanischer Maschinenbau-Ingenieur und Hochschullehrer
- McKimmie, Stewart (* 1962), schottischer Fußballspieler
- McKimson, Robert (1910–1977), US-amerikanischer Animator, Illustrator und Filmregisseur
- McKiniry, Richard F. (1878–1950), US-amerikanischer Jurist und Politiker
- McKinlay, Adam (1887–1950), schottischer Politiker
- McKinlay, Adeline, US-amerikanische Tennisspielerin
- McKinlay, Arthur (1932–2009), US-amerikanischer Ruderer
- McKinlay, Billy (* 1969), schottischer Fußballspieler und -trainer
- McKinlay, Bob (1932–2002), schottischer Fußballspieler
- McKinlay, Donald (1891–1959), schottischer Fußballspieler
- McKinlay, Duncan E. (1862–1914), US-amerikanischer Politiker
- McKinlay, John (1819–1872), Naturforscher und Entdecker
- McKinlay, John (1932–2013), US-amerikanischer Ruderer
- McKinlay, Sophie (* 2006), schottische Dartspielerin
- McKinlay, Tosh (* 1964), schottischer Fußballspieler
- McKinley Ross, Susan, amerikanische Spieleautorin
- McKinley, Betsy (* 1995), US-amerikanische Schauspielerin und Model
- McKinley, Carl (1895–1966), US-amerikanischer Komponist
- McKinley, Charles (1889–1970), US-amerikanischer Politikwissenschaftler und Politikberater
- McKinley, Chuck (1941–1986), US-amerikanischer Tennisspieler
- McKinley, Craig R. (* 1952), US-amerikanischer Offizier, General der US Air Force
- McKinley, David (* 1947), US-amerikanischer Politiker
- McKinley, Ida (1847–1907), US-amerikanische First Lady
- McKinley, John (1780–1852), US-amerikanischer Politiker und Jurist
- McKinley, John C. (1859–1927), US-amerikanischer Politiker
- McKinley, L. C. (1918–1970), US-amerikanischer Blues-Musiker
- McKinley, Ray (1910–1995), US-amerikanischer Jazz-Schlagzeuger, Sänger und Bandleader des Swing
- McKinley, Takkarist (* 1995), US-amerikanischer American-Football-Spieler
- McKinley, Tamara (* 1948), australische Roman-Schriftstellerin
- McKinley, William, US-amerikanischer Politiker
- McKinley, William (1843–1901), US-amerikanischer Politiker, 25. Präsident der USA (1897–1901)William McKinley (1843–1901)

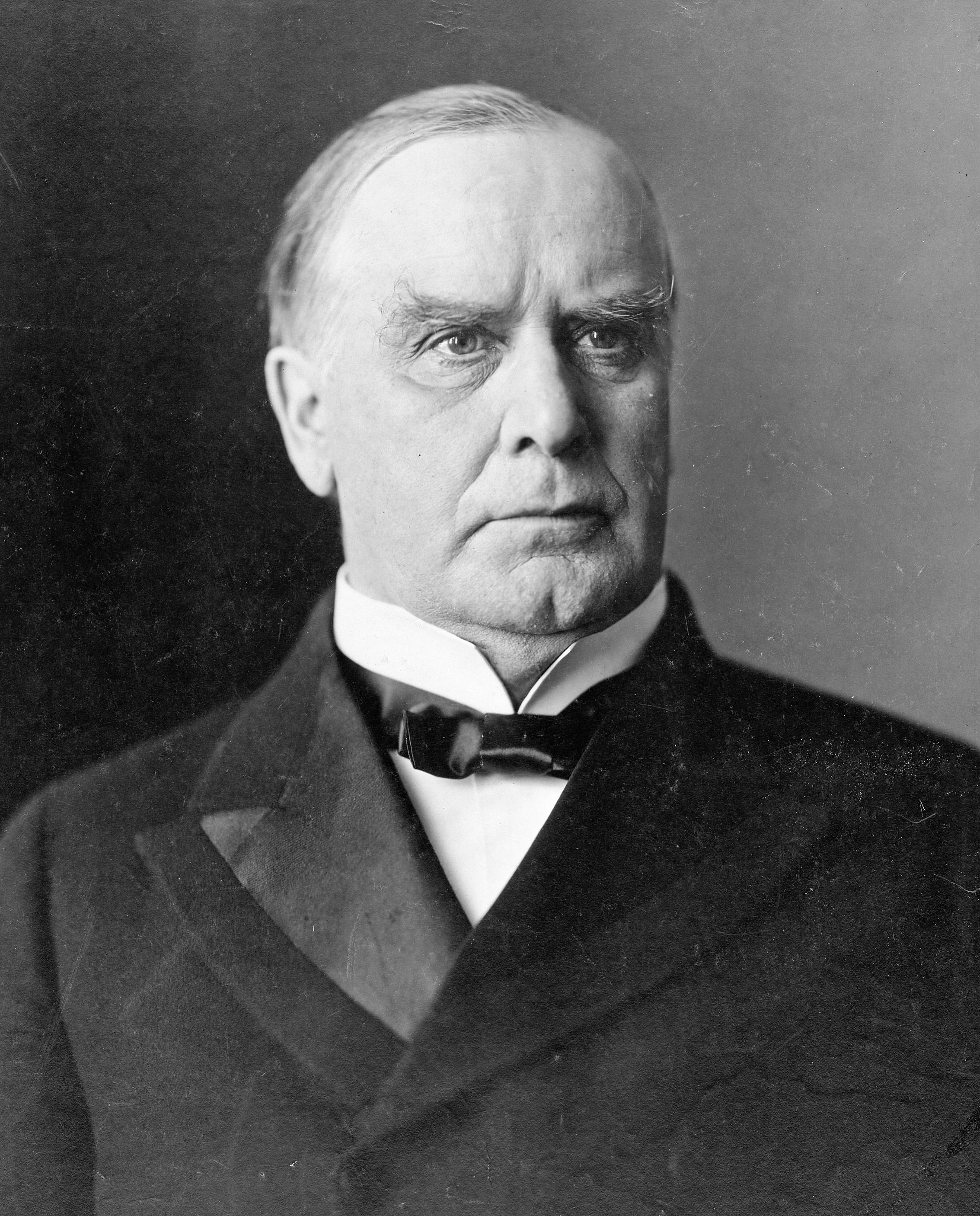
William McKinley (1843–1901)

- McKinley, William B. (1856–1926), US-amerikanischer Politiker (Republikanische Partei)
- McKinley, William Thomas (1938–2015), US-amerikanischer Komponist und Jazzpianist
- McKinly, John (1721–1796), US-amerikanischer Politiker
- McKinna, Sophie (* 1994), britische Kugelstoßerin
- McKinnell, Michael (1935–2020), US-amerikanischer Architekt
- McKinney, Benardrick (* 1992), US-amerikanischer American-Football-Spieler
- McKinney, Bill (1931–2011), US-amerikanischer Schauspieler
- McKinney, Carlos (* 1973), US-amerikanischer Jazz-Pianist und Produzent
- McKinney, Charlotte (* 1993), US-amerikanisches Model sowie Schauspielerin
- McKinney, Cynthia (* 1955), US-amerikanische Politikerin
- McKinney, David Frank (1928–2001), nordirischer Ornithologe
- McKinney, Frank (1938–1992), US-amerikanischer Schwimmer
- McKinney, Gayelynn (* 1962), US-amerikanische Jazzmusikerin (Schlagzeug)
- McKinney, Gil (* 1979), US-amerikanischer Schauspieler
- McKinney, Harold (1928–2001), US-amerikanischer Jazz-Pianist, Bandleader und Musikpädagoge
- McKinney, James (1852–1934), US-amerikanischer Politiker
- McKinney, Jimmy (* 1983), US-amerikanischer Basketballspieler
- McKinney, John F. (1827–1903), US-amerikanischer Politiker
- McKinney, Joseph Crescent (1928–2010), US-amerikanischer Geistlicher, Weihbischof in Grand Rapids
- McKinney, Joyce (* 1949), US-amerikanisches ehemaliges Model
- McKinney, Kennedy (* 1966), US-amerikanischer Boxer
- McKinney, Kurt (* 1962), US-amerikanischer Schauspieler
- McKinney, Louise (1868–1931), kanadische Feministin, Politikerin und Sozialaktivistin
- McKinney, Luther F. (1841–1922), US-amerikanischer Politiker
- McKinney, Mark (* 1959), kanadischer Schauspieler und ComedianMark McKinney (* 1959)

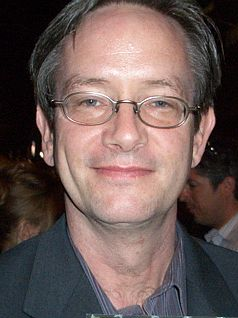
Mark McKinney (* 1959)

- McKinney, Nathaniel (* 1982), bahamaischer Leichtathlet
- McKinney, Patrick (* 1954), britischer römisch-katholischer Geistlicher und Bischof von Nottingham
- McKinney, Philip W. (1832–1899), US-amerikanischer Politiker
- McKinney, Ray (1931–2004), US-amerikanischer Jazzmusiker
- McKinney, Richard (* 1953), US-amerikanischer Bogenschütze
- McKinney, Stewart (1931–1987), US-amerikanischer Politiker
- McKinney, Tamara (* 1962), US-amerikanische SkirennläuferinTamara McKinney (* 1962)

Tamara McKinney (* 1962)

- McKinney, William (1895–1969), US-amerikanischer Jazz-Schlagzeuger und Bandleader
- McKinney, Xavier (* 1999), US-amerikanischer American-Football-Spieler
- McKinnie, Burt (1879–1946), US-amerikanischer Golfer
- McKinnon, Allan (1917–1990), kanadischer Politiker
- McKinnon, Angus (1851–1880), schottischer Fußballspieler
- McKinnon, Atholl (1932–1983), südafrikanischer Cricketspieler
- McKinnon, Barry (1944–2023), kanadischer Dichter
- McKinnon, Betty (1925–1981), australische Sprinterin
- McKinnon, Casey (* 1978), kanadische Schauspielerin, Schriftstellerin, Videoeditorin und Videoproduzentin
- McKinnon, Clinton D. (1906–2001), US-amerikanischer Politiker
- McKinnon, Cole (* 2003), schottischer Fußballspieler
- McKinnon, Daniel (1922–2017), US-amerikanischer Eishockeyspieler
- McKinnon, Donald (* 1939), neuseeländischer Politiker, stellvertretender Premierminister, Außenminister und Generalsekretär der Commonwealth of Nations
- McKinnon, Gary (* 1966), britischer Hacker
- McKinnon, Jana (* 1999), österreichisch-australische Schauspielerin
- McKinnon, Jeremy (* 1985), US-amerikanischer Rockmusiker und Musikproduzent
- McKinnon, Jerick (* 1992), US-amerikanischer American-Football-Spieler
- McKinnon, Johnny (1902–1969), kanadischer Eishockeyspieler
- McKinnon, Kai (* 2008), US-amerikanische Nordische Kombiniererin
- McKinnon, Kate (* 1984), US-amerikanische Schauspielerin und KomikerinKate McKinnon (* 1984)

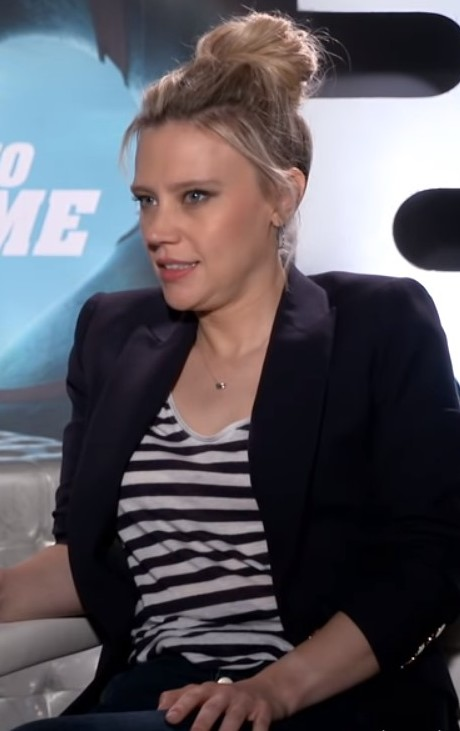
Kate McKinnon (* 1984)

- McKinnon, Kiley (* 1995), US-amerikanische Freestyle-Skisportlerin
- McKinnon, Paul (* 1958), englischer Fußballspieler
- McKinnon, Ray (* 1957), US-amerikanischer Schauspieler, Drehbuchautor, Regisseur und Produzent
- McKinnon, Ronald (1935–2014), kanadischer Wirtschaftswissenschaftler und Hochschullehrer
- McKinnon, Sheila, kanadische Fotografin und Journalistin
- McKinnon, William S. (1852–1908), US-amerikanischer Geschäftsmann und Politiker
- McKinsey, Beverlee (1935–2008), US-amerikanische Schauspielerin
- McKinsey, James Oscar (1889–1937), US-amerikanischer Unternehmensberater
- McKinsey, John Charles Chenoweth (1908–1953), US-amerikanischer Mathematiker und Logiker
- McKinstry, Alexander (1822–1879), US-amerikanischer Politiker
- McKinstry, Chris (1967–2006), kanadischer Forscher im Bereich der künstlichen Intelligenz
- McKinstry, Kool-Aid (* 2002), US-amerikanischer American-Football-Spieler
- McKinstry, Nancy (* 1959), US-amerikanische Managerin
- McKinstry, Stuart (* 2002), schottischer Fußballspieler
- McKinty, Adrian (* 1968), nordirischer SchriftstellerAdrian McKinty (* 1968)

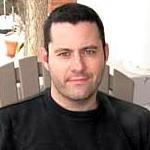
Adrian McKinty (* 1968)

- McKirahan, Richard (* 1945), US-amerikanischer Klassischer Philologe und Philosophiehistoriker
- McKirdy, Harry (* 1997), englischer Fußballspieler
- McKissack, Lana (* 1984), US-amerikanische Schauspielerin und Sängerin
- McKissic, J. D. (* 1993), US-amerikanischer American-Football-Spieler
- McKissick, Ian (* 1980), US-amerikanischer Straßenradrennfahrer
- McKissock, Thomas (1790–1866), US-amerikanischer Jurist und Politiker
- McKitrick, Eric (1919–2002), US-amerikanischer Historiker
- McKitrick, Ross (* 1965), kanadischer Wirtschaftswissenschaftler und Klimaleugner
- McKitterick, Rosamond (* 1949), britische Historikerin
- McKitterick, Skeeter (* 1946), US-amerikanischer Autorennfahrer
- McKittrick, Ralph (1877–1923), US-amerikanischer Golf- und Tennisspieler
- McKittrick, Sean (* 1975), US-amerikanischer Filmproduzent
- McKittrick, Thomas (1889–1970), US-amerikanischer Anwalt und Bankmanager
- McKivat, Chris (1879–1941), australischer Rugby-Union- und Rugby-League-Spieler

### Mckn
- McKneally, Martin B. (1914–1992), US-amerikanischer Politiker
- Mcknee, Ivorn (* 1981), barbadischer Gewichtheber
- McKnight, Bill (1940–2019), kanadischer Politiker
- McKnight, Brian (* 1969), US-amerikanischer R&B-SängerBrian McKnight (* 1969)

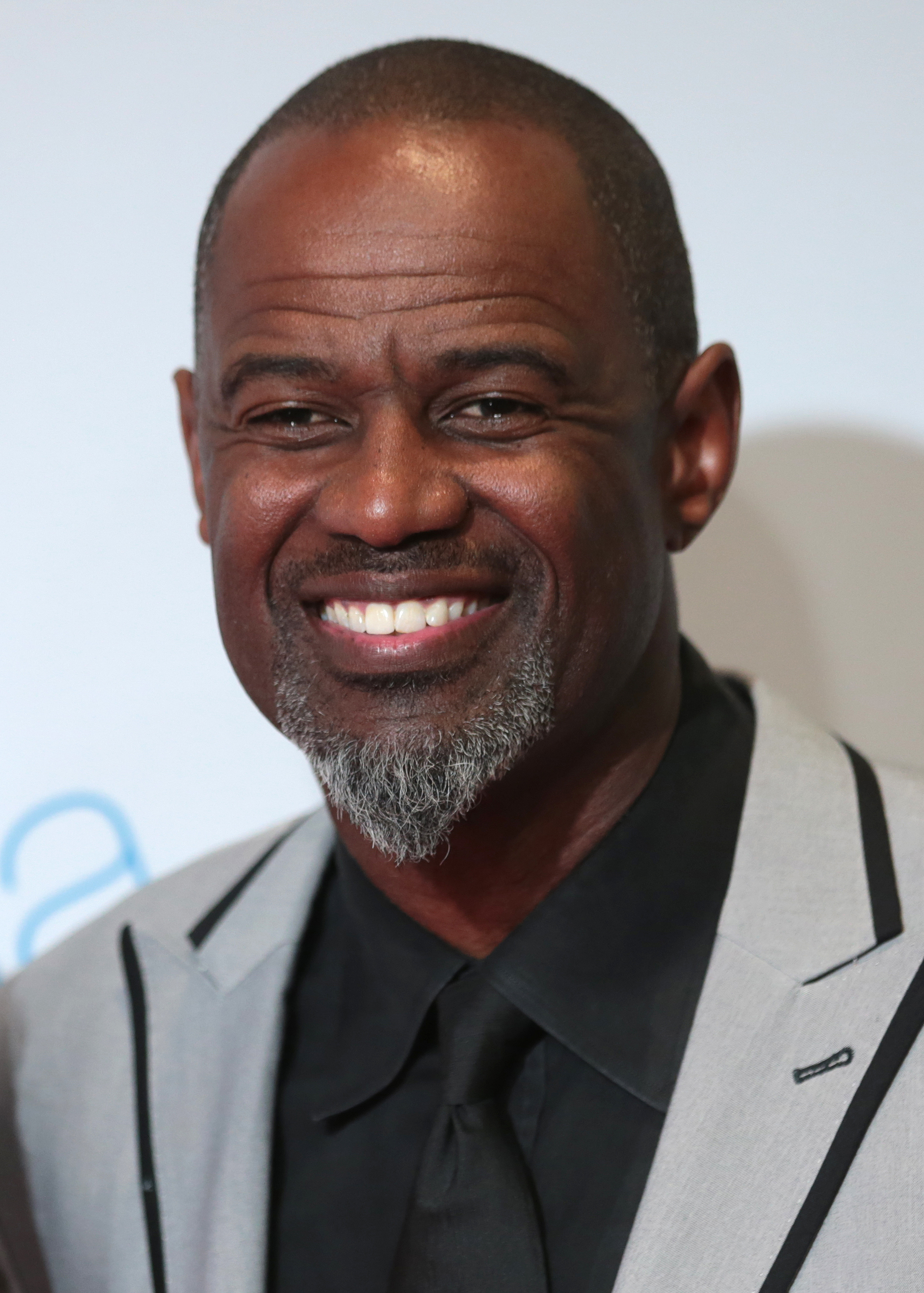
Brian McKnight (* 1969)

- McKnight, David (1936–2023), US-amerikanischer Schauspieler
- McKnight, Edwin T. (1869–1935), US-amerikanischer Politiker der Republikanischen Partei
- McKnight, Kaila (* 1986), australische Leichtathletin
- McKnight, Kelvin (* 1997), US-amerikanischer Footballspieler
- Mcknight, Kim (* 1971), kanadische Geschwindigkeitsskifahrerin
- McKnight, Matt (* 1984), kanadischer Eishockeyspieler
- McKnight, Robert (1820–1885), US-amerikanischer Politiker
- McKnight, Robert (1938–2021), kanadischer Eishockeyspieler
- McKnight, Shawn (* 1968), US-amerikanischer Geistlicher, römisch-katholischer Erzbischof von Kansas City
- McKnight, Sidney (* 1955), kanadischer Boxer
- McKnight, Sparkle (* 1991), trinidadisch-tobagische Hürdenläuferin
- McKnight, Stephanie (* 1960), US-amerikanischer Skeletonfahrer (Amerikanische Jungferninseln)
- McKnight, Steven (* 1949), US-amerikanischer Biochemiker und Molekularbiologe
- McKnight, Thomas (* 1941), US-amerikanischer Maler
- McKnight, Ursula (* 1974), US-amerikanische Fußballspielerin
- McKnight, William (1887–1978), US-amerikanischer Geschäftsmann

### Mcko
- McKone, Mike, US-amerikanischer Comiczeichner
- McKoy, Mark (* 1961), kanadisch-österreichischer Hürdenläufer und Olympiasieger

### Mcku
- McKuen, Rod (1933–2015), US-amerikanischer Singer-Songwriter, Lyriker und KomponistRod McKuen (1933–2015)

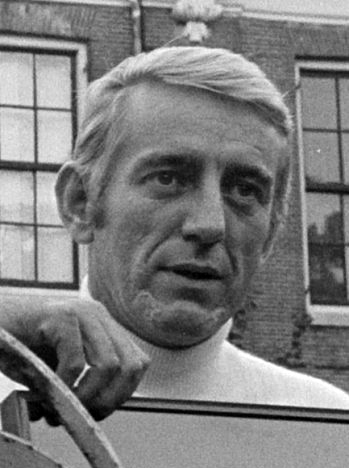
Rod McKuen (1933–2015)

- McKusick, Hal (1924–2012), US-amerikanischer Jazzmusiker
- McKusick, Marshall Kirk (* 1954), amerikanischer Informatiker und Berkeley Software Distribution-Entwickler
- McKusick, Victor Almon (1921–2008), amerikanischer Arzt und Humangenetiker